# 列夫·叶梅利亚诺维奇·弗洛德济米尔斯基
列夫·叶梅利亚诺维奇·弗洛德济米尔斯基（俄语：Лев Емельянович (Эмильевич) Влодзимирский，1905年1月10日—1953年12月23日）波兰裔俄国人，是贝利亚的下属，斯大林去世后被提拔为苏联內務人民委員部重大案件侦察局局长，1953年贝利亚被捕后，被免职逮捕处决。